# 辽南街道
辽南街道，是中华人民共和国吉林省四平市双辽市下辖的一个乡镇级行政单位。

## 行政区划
辽南街道下辖以下地区：
南康社区、南茂社区、新市社区、白市社区、团结社区、中兴社区、工商村、张家村和城乡村。